# Leptonema trispicatum
Leptonema trispicatum là một loài Trichoptera trong họ Hydropsychidae. Chúng phân bố ở vùng Tân nhiệt đới.